# Sackreißer
Sackreißer war in einigen Gegenden eine, manchmal wohl abwertende, Bezeichnung innerhalb einzelner Berufsgruppen.
Die allgemeine, eigentliche Bedeutung des Begriffs Sackreißer scheint jedoch eher unklar. Die naheliegende Verbindung zum Leinwandreißer, dem Tuchverkäufer, der seine Ware vom Ballen abriss und stückweise verkaufen durfte, lässt bei dem nachfolgend aufgeführten Gebrauch des Wortes keinen Zusammenhang erkennen. Eine Deutung sagt: „wohl für den, der Säcke fertigt“ (von mhd. sac; mhd. reisen, bereiten, herrichten).

## Geschichte
- Bei den Lohnverhandlungen der Drucker im Jahr 1864 hatten sich die Gesellen untereinander darauf verständigt, dass niemand eine Stelle unterhalb des vereinbarten, gleichen Lohns für alle annimmt. Die dagegen handelnden Drucker hießen Sackreißer und wurden dafür gehänselt, „das ist abgeprügelt“: „[…] wenn es sich zeigt, daß irgendein Drucker ein Sackreißer geworden ist, soll dies auf eine bisher noch nicht ermittelte Weise unter den Druckern des In- und Auslandes so schnell verbreitet sei, daß der Sackreißer, er mag wo immer in eine Fabrik eintreten wollen, der Hänselung zuverlässig nicht entgeht“.[2]

- Als im Kürschnerhandwerk zunehmend Konfektion hergestellt und auf Vorrat gearbeitet wurde, teilte sich der Berufszweig. Das Gerben fiel völlig den Pelzzurichtern zu. Vor allem aus den bei der Fellverarbeitung übrig bleibenden Fellstücken wurden Tafeln auf Vorrat gearbeitet. Es entstand der Berufszweig des Stückwerkers und des Tafelmeisters. Der Stückwerker richtete in der Hauptsache nur zu, der Tafelmeister arbeitete in Lohnarbeit[3] nur Tafeln. Der Stückwerker entwickelte sich im Laufe der Zeit zum heutigen Zurichter, der Tafelmeister zum Sortierer beziehungsweise Sackreißer, wie er auch 1897 noch genannt wurde:

„Außer allen diesen auf eigene Rechnung thätigen selbständigen Kürschnern giebt es noch verschiedene Abarten. Es sind dies Sortierer und Sackreißer. Nun ist es zwar schwer, hier eine strenge Scheidung durchzuführen, da der Sortierer größtenteils nicht nur sortiert, sondern auch alle anderen Arbeiten ausführt, während der Sackreißer in gleicher Weise sortiert und bündelt, aber doch dürfte, da es Sortierer giebt, welche nur sortieren, wenn auch in beschränkter Zahl, eine genauere Klassifizierung am Platze sein.
Beide sind gelernte Kürschnergesellen. Der eigentliche Sortierer sortiert ausschließlich, wie schon der Name besagt, und zwar für fremde Rechnung, für Rauchwarenhändler etc. Der Sackreißer arbeitet ebenfalls für fremde Rechnung außer Haus. Er arbeitet einmal hier und einmal da, einmal dies und einmal jenes, wie es gerade die Zeit mit sich bringt, hier zieht er Felle auf, dort repariert er welche, und hat auf diese Weise jahraus jahrein zu thun, während der Sackreißer in früherer Zeit nur für ein bestimmtes Geschäft thätig war und deshalb unter den toten Zeiten zu leiden hatte. In der letzten Zeit haben sich viele Kürschnergehilfen dieser lohnenden Thätigkeit zugewandt.“
Heutiger Namensgebrauch
Noch 2002 hieß es in der „Qualifikations- und Potenzialanalyse der Hamburger Elbinsel“ über die dort beschäftigten, unqualifizierten Arbeitskräfte: „Von den elf kleineren Betrieben haben aktuell sieben Bedarf an gering qualifiziertem Personal (Lagerarbeiter und Sackreißer, Reinigungskräfte für die Industrie, Packer, Deckarbeiter, Ver- und Entsorger)“.
Als Sackreißer werden heute außerdem Vorrichtungen bezeichnet, die das Öffnen des Verpackungsumhüllung maschinell durchführen, beispielsweise beim Abfallrecycling das Aufreißen der Müllsäcke oder bei einer Mörtelpumpe der Mörtelsäcke.